# 洛茲納鄉 (博托沙尼縣)
47°57′N 26°17′E / 47.950°N 26.283°E
洛茲納鄉（羅馬尼亞語：Comuna Lozna, Botoșani），是羅馬尼亞的鄉份，位於該國東北部，由博托沙尼縣負責管轄，面積24平方公里，海拔高度308米，2007年人口2,220，人口密度每平方公里92人。